# Antidesma heterophyllum
Antidesma heterophyllum är en emblikaväxtart som beskrevs av Carl Ludwig von Blume. Antidesma heterophyllum ingår i släktet Antidesma och familjen emblikaväxter. Inga underarter finns listade i Catalogue of Life.